# Dự án bauxite Nhân Cơ

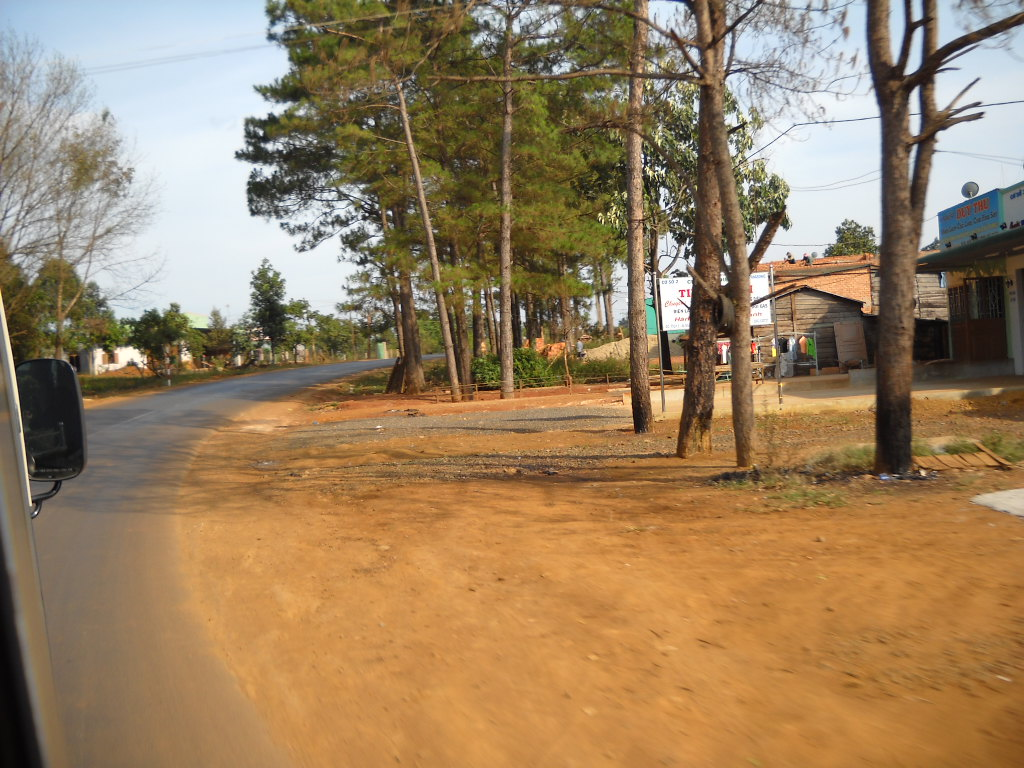
xã Nhân Cơ, nơi đặt nhà máy Allumin Nhân Cơ

Dự án bauxite Nhân Cơ hay dự án khai thác bauxite Nhân Cơ là một trong những dự án khai thác bauxite ở Tây Nguyên theo chủ trương của Bộ Chính trị Ban Chấp hành Trung ương Đảng Cộng sản Việt Nam, được triển khai tại tỉnh Đắk Nông, Việt Nam. Tên gọi Nhân Cơ được đặt do nhà máy khai thác chính đặt tại xã Nhân Cơ, huyện Đăk R'Lấp, tỉnh Đắk Nông, Việt Nam

## Trữ lượng, phân bố
Theo báo cáo của chính phủ Việt Nam, trữ lượng quặng bauxite (bô xít) ở tỉnh Đăk Nông có trữ lượng 3,4 tỷ tấn, chiếm 63% toàn trữ lượng bauxite ở khu vực Tây Nguyên, nằm rải rác khắp tỉnh, mà tập trung chủ yếu ở huyện Đăk R'Lấp dưới nền đất bazan của cao nguyên Mơ Nông

## Kế hoạch khai thác
Chủ trương lập dự án bauxite - alumin Nhân cơ đã được thông qua tại Quyết định số 167/2007/QĐ-TTg ngày 01 tháng 11 năm 2007 của Thủ tướng Chính phủ phê duyệt quy hoạch bauxite với công suất Nhà máy alumin Nhân Cơ lên 600.000 tấn/năm. Việc khai thác bauxite tại Đắk Nông được chính phủ Việt Nam giao cho Tập đoàn Công nghiệp Than - Khoáng sản (TKV) làm chủ đầu tư với nhà thầu xây dựng nhà máy khai thác là công ty Chalieco, Trung Quốc thực hiện tất cả các công đoạn từ thiết kế - mua thiết bị - xây dựng - đào tạo (EPC).
Việc khai thác được tiến hành bởi hai công đoạn: giai đoạn một là khai thác quặng bauxite từ các mỏ, giai đoạn hai là từ quặng bauxite khai thác được đưa vào nhà máy tách ra alumina, nguyên liệu chính để luyện nhôm trong các lò điện phân

## Hậu cần

### Về nguồn nước
Theo phương án thiết kế, lượng nước sử dụng cho dự án là nước mặt tự nhiên, không sử dụng nước ngầm, với giải pháp tôn cao đập của các hồ Nhân Cơ và Cầu Tư hiện có, sẽ tăng dung tích chứa nước của 2 hồ trên từ 2,08 triệu m3 lên 21,8 triệu m3 đủ cho việc sản xuất

### Về nguồn điện năng
Theo tính toán của Tập đoàn TKV và Bộ Công thương, nhu cầu tiêu hao điện năng cho việc sản xuất Alumina từ quặng Bauxite là không lớn, bình quân khoảng 200 - 256 kWh/tấn. Vì thế tại các nhà máy chế biến Alumina sẽ đầu tư các nhà máy nhiệt điện tự dùng với quy mô khoảng 30 MW; chỉ sử dụng nguồn điện lưới trong giai đoạn thi công dự án và là nguồn dự phòng cho sản xuất. Tuy nhiên do việc luyện nhôm từ Alumina tiêu hao rất lớn điện năng nên kế hoạch xây dựng nhà máy luyện nhôm tại đây sẽ không được triển khai, góp phần làm trầm trọng thêm sự thiếu điện hiện nay.

### Về nguồn nhân lực
Lượng lao động dự kiến cho dự án Tân Rai khoảng từ 1.500 - 1.700 người, trong đó riêng nhà máy Alumin là 700 - 800 người, phần khai thác mỏ khoảng 800 - 900 người. Để đáp ứng nhu cầu này, TKV đã chuẩn bị nguồn nhân lực theo các hướng: cử đi đào tạo ở nước ngoài thông qua các hợp đồng EPC - có nội dung đào tạo và chuyển giao công nghệ và đào tạo trong nước bằng kinh phí của TKV, trên nguyên tắc ưu tiên trước hết đào tạo con em các dân tộc địa phương

## Vận chuyển và tiêu thụ
Trong thời kỳ đầu khai thác đến năm 2015 việc vận chuyển sẽ bằng đường bộ, sau năm 2015 việc vận chuyển sẽ nối với hệ thống đường sắt được xây dựng từ cảng Kê Gà tên Bảo Lộc, Lâm Đồng.